# Wilhelmine von Lichtenau

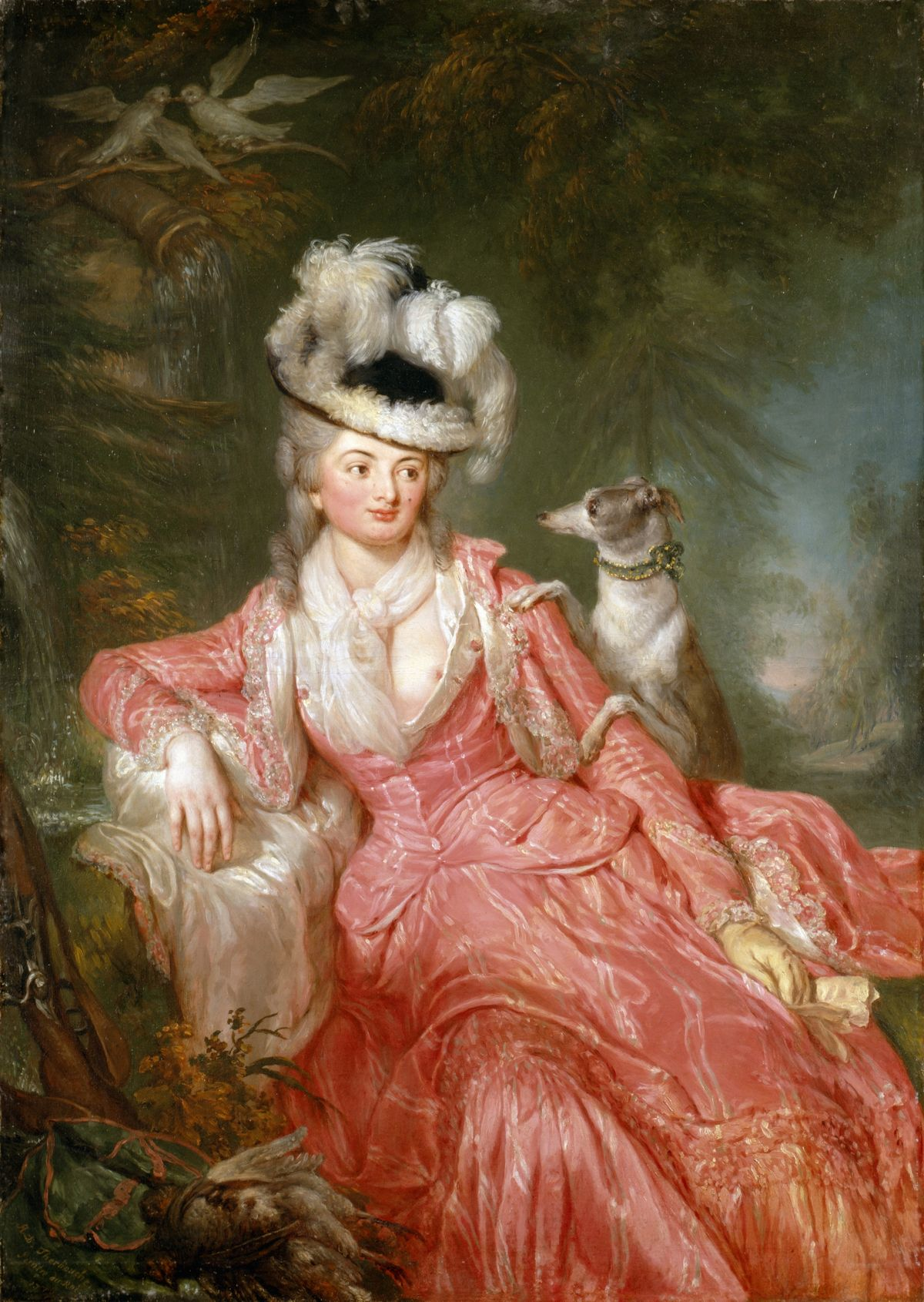
Wilhelmine von Lichtenau, 1776, av Anna Dorothea Therbusch.

Wilhelmine von Lichtenau, född Enke eller Encke 29 december 1753 i Potsdam, död 9 juni 1820 i Berlin, var en politiskt aktiv mätress till kung Fredrik Vilhelm II av Preussen. Hon var dotter till hovmusikern Johan Enke och hade från 1769 till dennes död 1797 en relation med Fredrik Vilhelm, som 1786 blev monark. Paret hade fem barn och Wilhelmine fick 1794 titeln grevinnan Lichtenau. 
Wilhelmine anses ha samarbetat med Bischoffswerder och Wöllner för att dominera kungen politiskt. Efter Fredrik Vilhelms död förvisades Wilhelmine av hans efterträdare från Berlin och fick sin egendom konfiskerad; hon tilläts dock en pension. Förvisningen hävdes av Napoleon I 1811. 
Wilhelmine von Lichtenau gifte sig 1782 med rådmannen Johann Friedrich Rietz. 1802 gifte hon sig med skådespelaren Franz Ignaz Holbein.